# Аврелія Реґенсбурзька
Аврелія Реґенсбурзька (нім. Aurelia von Regensburg; ? — 15 жовтня 1027) — свята римо-католицької церкви, понад 50 років була затворницею у бенедиктинському монастирі св. Еммерама поблизу Реґенсбурга.  

## Життєпис
За легендою, вона була дочкою французького короля Гуго Капета. Маскуючись паломницею, вона втекла з дому, щоб уникнути шлюбу, організованого батьками проти її волі. Дотримуючись поради святого Вольфґанґа, єпископа Реґенсбурзького, який побачив її переховування, вона вибрала монаше життя і вступила до монастиря св. Еммерама поблизу Реґенсбурга, де пробула близько п'ятдесяти двох років.
За переданням, Аврелії вдалося уникнути язичників під час гонінь на християн і втекти з Фусаха в Ліндау «до замку». Пізніше на тому місці була побудована каплиця Аврелії.
Новини про святість Аврелії, засвідчені кількома чудесами, були широко поширені після її смерті в 1027 році. Мощі святої були вшановані і перенесені в каплицю, яка стала популярним місцем паломництва. Вважається, що її кістки знаходяться у високій могилі, яка була побудована в 1330 році в монастирській церкві святого Еммерама. Раніше там була виявлена римська надгробна плита з її іменем.
Ім'я Аврелія походить від латинського слова aureus, що означає «золота». 